# Cryptachaea parana
Espèce
Synonymes
- Achaearanea parana Levi, 1963

Cryptachaea parana est une espèce d'araignées aranéomorphes de la famille des Theridiidae.

## Distribution
Cette espèce se rencontre au Paraguay dans le département de l'Alto Paraná et au Brésil au Tocantins, au Goiás, au Minas Gerais, au Mato Grosso do Sul, ans l'État de São Paulo et au Paraná,.

## Description
Le mâle holotype mesure 2,3 mm.
La femelle décrite par Santanna, Rodrigues, Cizauskas et Brescovit en 2019 mesure 4,21 mm.

## Étymologie
Son nom d'espèce lui a été donné en référence au lieu de sa découverte, le département de l'Alto Paraná.

## Publication originale
- Levi, 1963 : American spiders of the genus Achaearanea and the new genus Echinotheridion (Araneae, Theridiidae). Bulletin of the Museum of Comparative Zoology at Harvard College, vol. 129, p. 187-240 (texte intégral).